# 科莱托法瓦
科莱托法瓦（義大利語：Colletto Fava）是一个在意大利北部皮埃蒙特大区5,000英尺（1,500）高的小丘。2005年，维也纳艺术团体Gelitin在山的一边架设了一个庞大的粉红色的毛绒兔，其内脏溢出。最后一块的部件装在毛绒兔侧边，长度为200英尺（约60米），高20英尺（6米）。该团队不仅希望人们观赏艺术作品，也希望远足者爬上来，在顶部休息。作品名为Hase（德语「野兔」），常称为“粉红兔”。其首次公开在2005年9月18日上午11:30，预计将持续到2025年。
“我们可以预见，20年後，粉红色的木偶（稻草毛绒面料制成）将受到天气影响，被牛吞食，完全被天气和自然破坏。”Gelitin在接受记者采访时说。